# 土曜ひる席
土曜ひる席（どようひるせき）は、1967年4月8日から1978年4月1日までNHK総合で放送されていたテレビ番組。NHK大阪制作。当初はモノクロ放送だったが、1969年4月5日からカラー放送となった。
漫才を基調にしたスタジオ公開形式による演芸バラエティショー。10分間の漫才を中心に、落語、奇術、曲芸、歌、声帯模写、郷土芸、伝統芸能などあらゆる「演芸」で構成。また従来の演者がステージに立ち客席に対面状になって見せるスタイルのみならず、出典の動画にある通り、客席の前に演者が立つ、あるいは客席の中で演者が座って口演をするなど、同じフロアで一体感を出すという演出も展開した。

## 放送時間
- 土曜12:20-12:45

## 司会
- 夢路いとし・喜味こいし（1967年度）
- 小島秀哉、小島慶四郎（1968 - 1969年度）
- 山内賢、山田美也子（1970年度）
- 末広真樹子（後の末広まきこ）、海原千里・万里（1971 - 1974年度）
- 桂三枝（現・六代桂文枝。1975 - 1977年度）

## スタッフ
- 構成 - 織田正吉、池田幾三、居村哲也、中田明成
- 音楽 - 奥村貢